# الحي السادس (مدينة نصر)
الحي السادس بمدينة نصر منطقة سكنية صناعية ذات طبيعة متوسطة إلى فاخرة في شرق القاهرة، يحده من الشمال شارع مصطفى النحاس ومن الجنوب ذاكر حسين ومن الشرق شارع الطيران ومن الغرب امتداد شارع رمسيس يوجد به مصنع كوكاكولا وايديال وموج للغسالات وجامعة الأزهر وأمن الدولة وشركة البترول ومعهد تدريب الشركة المصرية للاتصالات والعديد والعديد من مرافق الدولة الحيوية والهامة.
وايضا مستشفى جراحات اليوم الواحد بمدينه نصر.